# Internationale luchthaven Boston Logan
General Edward Lawrence Logan International Airport is de luchthaven van Boston in de staat Massachusetts in de Verenigde Staten. Met meer dan 33,5 miljoen passagiers per jaar is het een van de twintig drukste luchthavens van de VS. De luchthaven is tevens een secundair knooppunt voor vier Amerikaanse luchtvaartmaatschappijen nl. CapeAir, Delta Air Lines, PenAir, en jetBlue Airways.
De luchthaven ligt in de Boston buurt van East Boston (en deels in de stad van Winthrop), slechts enkele kilometers ten noorden van het centrum van Boston.

## Geschiedenis
Het vliegveld werd op 8 september 1923 geopend als Boston Airport. Het werd toen voornamelijk voor militaire doeleinden gebruikt. De eerste commerciële vlucht vond plaats in 1927 en had New York als bestemming.
De luchthaven is daarna aanzienlijk gegroeid, onder andere door een uitbreiding van 7 km² verkregen door het droogleggen van een deel van de haven. Als gevolg daarvan is de luchthaven bijna volledig door water omringd.
In 1952 kreeg het vliegveld als eerste in de Verenigde Staten een metroverbinding met de rest van de stad.
De staatsregering van Massachusetts veranderde de naam van het vliegveld in 1956 in General Edward Lawrence Logan International Airport, naar een oorlogsheld uit de Spaans-Amerikaanse Oorlog, die in 1875 geboren werd in South Boston, een wijk van Boston ten zuiden van de luchthaven.
Op 11 september 2001 steeg American Airlines-vlucht 11 op met als bestemming de westkust. Deze vlucht werd gekaapt en vloog in de noordtoren van het World Trade Center om 8.46 plaatselijke tijd.